# Fördergeschwindigkeit
Als Fördergeschwindigkeit bezeichnet man in der Fördertechnik die Geschwindigkeit, mit der das Fördergut vom Fördermittel in Förderrichtung bewegt wird. Die Fördergeschwindigkeit ist einer der wichtigsten Faktoren für den Fördervorgang. Die Fördergeschwindigkeit wird in Metern pro Sekunde (m/s) angegeben.

## Stetigförderer
Stetigförderer laufen, je nach Förderaufgabe, mit einer kontinuierlichen Fördergeschwindigkeit, mit wechselnder Geschwindigkeit oder im Takt der Produktion. Je nach Förderaufgabe und zu erzielender Fördermenge werden unterschiedliche Fördermittel mit typspezifischen Fördergeschwindigkeiten eingesetzt. Sie fördern das Fördergut stets in die gleiche Richtung. Förderbänder werden mit unterschiedlichen Fördergeschwindigkeiten betrieben. Die Geschwindigkeit liegt, je nach Förderaufgabe, in der Regel zwischen 0,9 und 6 m/s. Bei der Förderung von Stückgütern und bei der Fließfertigung werden Geschwindigkeiten bis maximal 2 m/s und darunter genutzt. Bei stark staubenden Fördergütern wie Mehl oder Zement werden Fördergeschwindigkeiten bis 1 m/s verwendet. Es gibt auch Bänder, die mit einer Fördergeschwindigkeit von 8 m/s betrieben werden. Diese werden insbesondere dort eingesetzt, wo große Massen abgefördert werden müssen. Diese Geschwindigkeit ist für Gurtförderer jedoch nicht die maximale Fördergeschwindigkeit. So gibt es sogenannte Schleuderbänder, die mit bis zu 20 m/s betrieben werden. Kettenkratzförderer können bauartbedingt nur mit einer relativ kleinen Fördergeschwindigkeit betrieben werden. Sie liegt zwischen 0,4 und 1,4 m/s. Noch kleinere Fördergeschwindigkeiten werden mit Schüttelrinnen erzielt. Bei diesen Fördermitteln liegt die Fördergeschwindigkeit, je nach Fördergut, zwischen 0,13 und 0,2 m/s. Dies ist bedingt durch die für Schüttelrutschen typische Art der Hin- und Herbewegung.

## Unstetigförderer
Unstetigförderer sind zum Beispiel Krane, Schachtförderanlagen oder Aufzüge. Die Fördergeschwindigkeit steigt bei diesen Förderern von Null allmählich auf den Höchstwert, dieser wird dann über einen Teil der Förderstrecke beibehalten, anschließend wird das Fördermittel bis auf Null abgebremst. Aus der Länge der Förderstrecke und der für einen Förderzug benötigten Zeit lässt sich die mittlere Fördergeschwindigkeit, auch Durchschnittsgeschwindigkeit genannt, errechnen. Diese Durchschnittsgeschwindigkeit lässt sich nur steigern durch Erhöhung der Höchstgeschwindigkeit oder durch Erhöhung der Beschleunigung. Eine Erhöhung der Höchstgeschwindigkeit ist jedoch nicht unbegrenzt machbar, denn sie ist stark abhängig von der zur Verfügung stehenden Länge der Förderstrecke, bei Schachtförderanlagen der Teufe. Das liegt daran, dass bei der Beschleunigung bis auf die Höchstgeschwindigkeit bereits ein Teil der Teufe zurückgelegt ist. Da für die Verzögerung ebenfalls ein Teil der Teufe benötigt wird, bleibt nur der restliche Teil der Förderstrecke für die Höchstgeschwindigkeit übrig. Bei modernen Schachtförderanlagen wurden bereits Höchstgeschwindigkeiten von bis zu 30 m/s erreicht, jedoch sind solche Fördergeschwindigkeiten nur bei großen Teufen und gut ausgebauten Schächten wirtschaftlich vertretbar. Die Anfahrbeschleunigung lässt sich auch nicht über 1 m/s2 steigern, da es ansonsten bei der Treibscheibenförderung zum Seilrutsch kommen würde. Hinzu kommt, dass das Drehmoment der Fördermaschine nicht ausreicht, um die Beschleunigungsperiode stärker zu reduzieren. Um die Höchstgeschwindigkeit bei gegebener Beschleunigung und Verzögerung weiter steigern zu können, wird eine längere Förderstrecke benötigt. Da die Förderstrecke aber vorgeben ist, kommt man bei der Steigerung der Höchstgeschwindigkeit an eine Geschwindigkeit, bei der es unwirtschaftlich wird, sie zu fahren, wenn der Zeitgewinn nur geringfügig ist. Zudem kommt es bei einer bestimmten Geschwindigkeit zu einer deutlich höheren dynamischen Belastung der Fördergefäße, Förderkörbe, Spurlatten und Einstriche. Dies führt dazu, dass bei Teufen von 1000 Metern eine Steigerung der Fördergeschwindigkeit auf über 20 m/s große Nachteile für die Förderanlage mit sich bringen würde. Außerdem würde eine Erhöhung der Fördergeschwindigkeit um 25 Prozent von 20 m/s auf 25 m/s nur eine Steigerung der Förderleistung von 10 Prozent ergeben. Bei Aufzuganlagen ist die Fördergeschwindigkeit genormt und in sogenannte Renardreihen unterteilt. Sie liegt, je nach Förderstrecke und Aufzugtyp, zwischen 0,3 m/s und 8 m/s.